# ヴィラ・ジュリア国立博物館
ヴィラ・ジュリア国立博物館 （ヴィラ・ジュリアこくりつはくぶつかん、Museo Nazionale Etrusco di Villa Giulia）は、ローマにある、エトルリア美術を収蔵展示する博物館である。

## 概要
ローマ市内、広大なボルゲーゼ公園の北西に位置する。現在、美術館として使用されている建物は、ルネサンス末期の教皇ユリウス3世の別荘として建てられたものである（館名の「ヴィラ・ジュリア」は「ユリウスの別荘」の意）。ユリウス3世は1550年の即位直後、建築家ヴィニョーラに命じて、中庭と長大な回廊をもつこの建物を設計させた。
建物が公有化され、美術館として公開されたのは1889年のことである。
イタリア語の館名に"Etrusco"とあるように、当館はエトルリア美術を専門に収蔵展示しており、同じローマ市内にあるローマ国立博物館（ギリシャ・ローマ美術を展示）とは分野が分かれている。エトルリア文化は、ローマの征服以前のイタリア半島に栄えた、ギリシャの影響の強い文化で、紀元前7世紀 - 紀元前6世紀頃が最盛期であった。当館は約7万点の収蔵品を誇り、エトルリア美術のコレクションとしては世界最大のものである。

## 収蔵品

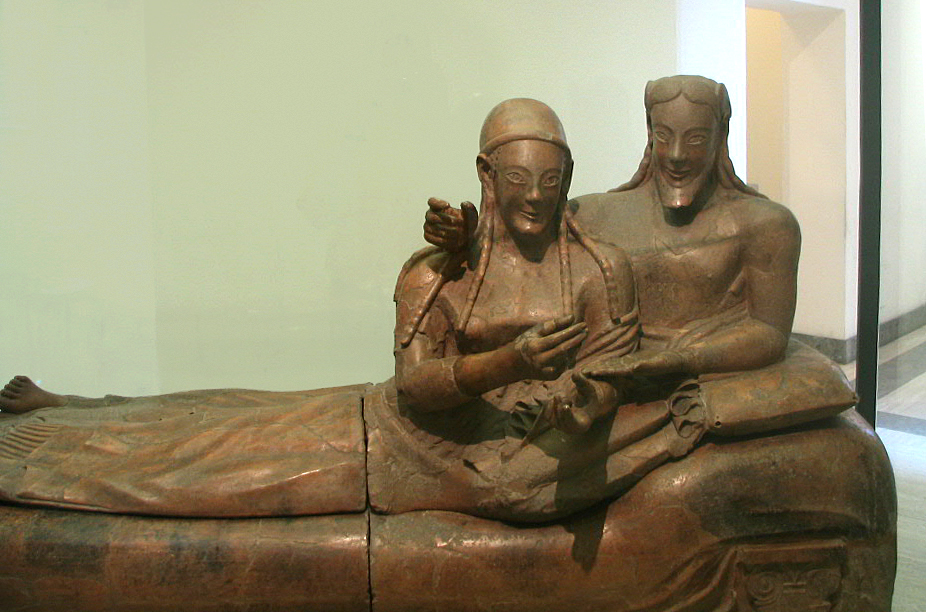
夫婦の陶棺

エトルリア美術の代表的なものとしては、タルクイニアなどに残る墓室装飾壁画、テラコッタ（素焼き）製の彫像、青銅製の彫像や工芸品、純金を用いた彫金工芸などが挙げられる。また、エトルリア人はギリシャ陶器を愛好し、エトルリアの墓室からはギリシャ陶器など多くの外国製品が出土している。当館の収蔵品に多くのギリシャ陶器が含まれるのはそのためである。
当館の代表的収蔵品の1つである、チェルヴェテリ出土の『夫婦の陶棺』（紀元前520年頃）は、この作品のためだけに特に1室が与えられている。寝台の上に上半身を起こして横たわる夫婦像を表したもので、「棺」と呼ばれているが、実際に棺として使用されたものかどうかについては確証がない。エトルリア美術の特色の1つに、西洋彫刻の主たる材料である大理石ではなくテラコッタ製の彫像が多いことが挙げられる。当館所蔵のテラコッタ彫像としては等身大の堂々たる男性像である『ヴェイイのアポロン』（紀元前500年前後）が著名である。
座標: 北緯41度55分06秒 東経12度28分40秒 / 北緯41.91833度 東経12.47778度